# G.SHDSL
G.SHDSL (Global Standard for Single-Pair Highspeed Digital Subscriber Line) ist eine symmetrische DSL-Übertragungstechnik in digitalen Weitverkehrsnetzen.
Bei G.SHDSL werden die gleichen Datenübertragungsraten im Up- wie im Downstream über eine oder zwei Doppeladern verwendet.
G.SHDSL ist eine Zusammenfassung des ETSI-Standards SDSL und des ANSI-Standards HDSL2 und entspricht dem ITU-Standard G.991.2.
Ursprünglicher Zweck des G.SHDSL-Standards war es, gleich den HDSL- und SDSL-Standards nach ITU bzw. ETSI, einen Ersatz für die klassische E1- bzw. T1-Übertragung mittels PCM-Technologie über größere Distanzen zu erreichen. Mittlerweile ist es über weitere Komponenten in den Modems möglich (z. B. Router- oder Switchfunktionen) auch LANs miteinander zu koppeln bzw. abgesetzte Rechner an ein LAN anzubinden. Hierzu wird das Signal zwischen den Modems in eine TC 16 PAM (16-stufige Trellis-Pulsamplitudenmodulation)-Leitungscodierung mit einer maximalen Frequenz von 550 kHz umgewandelt.
Bei Verwendung von einer Doppelader werden Datenübertragungsraten von 192 kbit/s bis 2.304 kbit/s in Schritten von 64 kbit/s erreicht.
Bei 2-Doppeladersystemen erreicht man eine Verdoppelung der Datenübertragungsraten von 384 kbit/s bis 4.608 kbit/s, ebenfalls in Schritten von 64 kbit/s.
Bei einem Aderdurchmesser von 0,6 mm kann eine Distanz von bis zu sechs Kilometern überbrückt werden, was in der Praxis durch externe Störungen auf die Kupferdoppelader selten erreicht wird. Eine Leitungsführung über eine solch lange Strecke besteht meist aus mehreren Teilstücken, von denen der größte Teil auf einem Querschnitt von 0,35 Millimetern basiert. Auch die Verbindungsstellen der Teilstücke erhöhen die Dämpfung. In der Praxis vergrößert sich die Reichweite von G.SHDSL kaum, aber aufgrund des Protokolls und der besseren Fehlerkorrekturen ist die Verbindungsqualität auf kürzeren Strecken stabiler.
G.SHDSL soll mit nahezu allen gängigen HDSL- und SDSL-Varianten abwärtskompatibel sein – mit einer Einschränkung: Die Leitungscodierung der entsprechenden Systeme muss dem Leitungscode von G.SHDSL entsprechen.
Eine Erweiterung des Standards (SHDSL.bis) erlaubt Datenübertragungsraten bis 5.696 kbit/s. Dabei wird der Bereich mit TCPAM-16-Kodierung bis 3.840 kbit/s ausgedehnt, und über eine neue Kodierungsstufe TCPAM-32 werden Übertragungsraten von 768 kbit/s bis 5.696 kbit/s ermöglicht.
Der erweiterte Standard SHDSL.bis definiert darüber hinaus eine Bündelung von bis zu 4 Kupferdoppeladern (MPAIR).